# آدام صالح
آدام محسن یحییٰ صالح (انگلیسی: Adam Mohsin Yehya Saleh؛ زادهٔ ۴ ژوئن ۱۹۹۳) موسیقی‌دان اهل ایالات متحده آمریکا است. وی از سال ۲۰۱۲ میلادی تاکنون مشغول فعالیت بوده‌است.